# Эвенбах, Евгения Константиновна
Евгения Константиновна Эвенбах (17 августа 1889 или 17 [29] августа 1889, Кременчуг, Полтавская губерния — 18 июля 1981, Ленинград) — советский художник книжной графики, одна из создателей первых букварей и учебников для бесписьменных народов Сибири и Дальнего Востока, художник блокадного Ленинграда. Член Союза художников СССР.

## Биография
Евгения Эвенбах родилась 17 августа 1889 года в городе Кременчуг Полтавской губернии в семье обрусевшего немца, работавшего инженером на железной дороге. Начальное образование получила в женской гимназии Екатеринославля (ныне город Днепр). Уже с детских лет увлеклась замысловатыми росписями в крестьянских избах и решила стать художницей, что категорически не принимал отец. Несмотря на это, продолжала копировать картины из журналов и создавать свои, рисовала карикатурные сценки из жизни гимназисток и учителей, за что даже была лишена награды за успешную учёбу со стороны начальства гимназии.
В 1910 году 21-летняя Евгения, накопив небольшие средства, смогла поступить в Школу общества поощрения художеств в Санкт-Петербурге в класс к Николаю Рериху, картинами которого восхищалась, однако вскоре ушла от него, «чувствуя себя художницей другой национальности». Продолжила своё обучение там же в мастерской Яна Ционглинского, а также в классе набросков Аркадия Рылова. Ционглинский являлся одним из наиболее популярных педагогов Санкт-Петербурга начала XX века, активно проводивший своё понимание формы художественного языка — именно он смог развить интерес к цвету у молодой художницы.
Не имея достаточной материальной поддержки, в 1911 году была вынуждена вернуться домой. Увлёкшись ещё в Петербурге изучением славянской старины и археологии, продолжила заниматься ими самостоятельно. По предложению директора исторического музея Екатеринославля Дмитрия Яворницкого летом 1911 и 1913 годов совершила поездки по сёлам Екатеринославской губернии, в ходе которых сделала множество копий предметов народного декоративного искусства; впоследствии собранную коллекцию материалов (орнаментов, рисунков, картин народных художников) представила на выставке при Обществе поощрения художеств, «положив начало изучению и коллекционированию искусства украинских народных мастеров». Часть графических работ (украинские орнаменты) хранится в Российском этнографическом музее. 
В 1913 году вернулась в столицу, поступив на историко-филологический факультет Высших женских (Бестужевских) курсов и мастерскую художника Василия Матэ, где изучала литографию. За неимением денежных средств преподавала рисование в гимназии и коммерческом училище, однако в 1914 году нужда всё заставила её вернуться к отцу в Иркутск.
Скончалась 18 июля 1981 года в Ленинграде.